# Opération Barak
L'opération Barak  (Hébreu : מבצע ברק ; translittération : Mivtza Barak ; littéralement, Opération éclair) est une opération menée en 1948, à partir du 4 mai, en Palestine mandataire juste avant la fin du mandat britannique en Palestine. Il fait partie du Plan Daleth. Son objectif était la capture des villages du Nord de Gaza par anticipation de l'arrivée de l'armée égyptienne. Elle a été effectuée par la brigade Giv'ati (ou brigade Guivati) nouvellement formée, commandée par Shimon Avidan.

## Objectifs
Les ordres et objectifs de l’opération ont été : « Interdire à l’ennemi une base ... provoquer la panique générale et casser son moral ... provoquer le combat des habitants des petites colonies de cette région. ». Les instructions de Shimon Avidan, commandant l'opération étaient : « Vous allez déterminer seuls, en consultant vos conseillers en affaires arabes et officiers des services de renseignements, les villages de votre zone qui doivent être occupés ou bien nettoyés et détruits." D'après l'historien Benny Morris, Shimon Avidan a préféré la dernière option.
La première action de la brigade commença le 4 mai 1948, lorsqu'elle occupa  Aqir (renommée Nahal Ekron à présent), au Sud-Ouest de ar-Ramlah (à présent nommée Ramla), et dont la population était de 2480 habitants.

## Opération
L'offensive fut lancée le 9 mai, lors de bombardements au mortier de Bayt Daras avant son occupation. Les maisons des villageois furent toutes détruites. Une seconde série d'attaques fut lancée le 15 mai.

## Séquelles
Deux mois après, la brigade Giv'ati participa a une opération dans cette zone, enlevant au moins 16 villageois et ajoutant « Plus de 20000 réfugiés ».

## Communautés palestiniennes capturées durant l'opération
| Nom                      | Date           | forces de défense         | Brigade | Population          |
| ------------------------ | -------------- | ------------------------- | ------- | ------------------- |
| Aqir                     | 4 mai 1948     | 'otages capturés'         | Giv'ati | 2480                |
| Qatra                    | 6 mai 1948     | villageois                | Giv'ati | 1210                |
| Bayt Darra               | 10 mai 1948    | n/a                       | Giv'ati | 2750                |
| 'Arab Suqrir             | 10 mai 1948    | n/a                       | Giv'ati | 390                 |
| Barqa                    | 10-13 mai      | n/a                       | Giv'ati | 890                 |
| Burayr                   | 12 mai 1948    | n/a                       | Negev   | 2740                |
| Al-Sawafir al-Shamaliyya | 12 mai 1948    | n/a                       | n/a     | 680                 |
| Bashshit                 | 12 May 1948    | n/a                       | Giv'ati | 1620                |
| Khubbayza                | 12-14 mai 1948 | n/a                       | IZL     | 290                 |
| Najd                     | 13 mai 1948    | n/a                       | Negev   | 620                 |
| Al-Batani al-Sharqi      | 13 mai 1948    | n/a                       | Giv'ati | 650                 |
| Abu Shusha               | 14 mai 1948    | n/a 'la population a fui' | Giv'ati | 870                 |
| Al-Na'ani                | 14 mai 1948    | n/a                       | Giv'ati | 2060 inc. 590 juifs |
| Al-Qubab                 | 15 mai 1948    | n/a                       | n/a     | 1980                |
| Simsim                   | 15 mai 1948    | n/a                       | Negev   | 1360 inc. 70 juifs  |
| Al-Maghar                | 15 mai 1948    | n/a                       | Giv'ati | 1740                |